# Oggettificazione sessuale
L'oggettificazione sessuale od oggettivazione sessuale consiste, in un'accezione perlopiù negativa, nel considerare una persona alla stregua di un oggetto mirato ad appagare desideri sessuali.

## Caratteristiche
L'espressione "oggettivazione sessuale" è stata utilizzata per la prima volta nel 1785 dal filosofo Immanuel Kant, il quale affermò che quando una persona viene considerata solo come mezzo di soddisfacimento del piacere sessuale di un altro soggetto, allora si può parlare di oggettificazione.

Nel 1977 Fredrikson e Roberts introdussero la "Teoria dell’oggettivazione sessuale" nell’ambito della psicologia, per esaminare le cause e le conseguenze che ne possono derivare. Vennero mostrati i processi cognitivi e motivazionali delle persone che considerano altri soggetti come dei meri oggetti sessuali e, al tempo stesso, le conseguenze psicologiche sulle vittime che vengono oggettificate. Analizzando i processi cognitivi, gli studi hanno dimostrato che quando una persona viene oggettificata, il soggetto che compie l’azione commette un errore percettivo perché arriva a catalogare un essere umano nella categoria degli oggetti, a cui appunto esso non appartiene. L’oggettificazione sessuale viene pertanto considerata una valutazione sbagliata di una persona, dovuta ad un processo cognitivo grossolano.

L'oggettificazione sessuale delle donne è stata oggetto di molti dibattiti sull'etica sessuale e la filosofia della sessualità. I circoli di pensiero femministi e le correnti psichiatriche da essi derivati considerano l'oggettivazione sessuale una delle cause della disparità di genere, mentre altri ritengono che l'oggettificazione dei maschi sia stata causata dall'accrescimento della libertà sessuale fra le donne e dalla maggiore tolleranza nei confronti dell'omosessualità e della bisessualità.

## Auto-oggettificazione sessuale
Quando l'oggettivazione sessuale, da fenomeno culturale, si trasforma in un fenomeno psicologico, il soggetto oggettivizzato può arrivare a guardarsi con gli occhi di chi lo guarda e lo considera solo per il suo scopo sessuale, e non più con i propri. È così che si arriva al secondo stadio dell'oggettivazione sessuale: l'auto-oggettificazione o auto-oggettivazione sessuale.
Per auto-oggettivazione sessuale si intende quindi l'interiorizzazione psicologica di un'inferiorità sociale che si sviluppa sulla base dell'aspetto fisico.

## Cause

### I media
I media contribuiscono allo sviluppo dell'oggettivazione e dell'auto-oggettivazione sessuale tramite la continua presentazione di immagini e video che ritraggono uomini e donne con corpi che mostrano un ideale di perfezione semi-impossibile da raggiungere per qualsiasi persona. Per di più questi corpi vengono ipersessualizzati e trasmettono quindi allo spettatore un messaggio oggettivante.

Questo ha effetto specialmente nei bambini e nelle bambine, che guardando la televisione iniziano a metabolizzare l'idea secondo cui l'aspetto fisico abbia più importanza rispetto agli altri fattori che caratterizzano un essere umano.

Un altro esempio di come i media possano imprimere questi concetti di oggettivazione e auto-oggettivazione sessuale nella mente dei bambini potrebbero essere i cartoni animati. Uno studio condotto nel 2000 da Rumble, Nashville e Cash ha infatti dimostrato che nei film Disney i personaggi principali e, quindi, buoni, vengono spesso rappresentati magri e di bell'aspetto, specialmente quelli femminili. Al contrario, gli antagonisti vengono associati a corpi più robusti e meno eleganti o spiacevoli alla vista.

Un'altra ricerca fatta nel 2006 da Klein e Shiffman ha inoltre mostrato che non sono solo i personaggi più buoni, intelligenti e felici ad essere associati a corpi più magri e gradevoli rispetto agli antagonisti. Questa logica viene infatti applicata anche per gli animali, per gli oggetti animati etc.

### La famiglia
Critico è anche il ruolo della famiglia, che può influire molto sulle condizioni fisiche e psicologiche del/della figlio/a. Alcune ricerche hanno infatti testimoniato che nelle famiglie accoglienti, in cui i figli si sentono a loro agio perché supportati e stimati, il livello di soddisfazione corporea è elevato ed il rischio di problemi legati all'auto-oggettificazione è basso. Al tempo stesso, in una famiglia fredda in cui i figli vengono giudicati e umiliati i rischi di un'insoddisfazione corporea sono elevati.

Se si dice al proprio figlio o alla propria figlia che sarebbe necessario perdere peso, è possibile che si inneschi un meccanismo che porterà il soggetto ad auto-oggettificarsi, provocando inoltre disturbi alimentari di vario tipo.

Anche i principi dei genitori possono indurre i figli ad agire in un certo modo: se i valori trasmessi dal padre e dalla madre sono prevalentemente legati alla sfera dell'aspetto fisico e quindi all'importanza dell'estetica, per i figli sarà naturale pensarla allo stesso modo.

## Conseguenze

### Vergogna del proprio corpo
Diverse sono le possibili conseguenze derivanti dal concetto di oggettificazione e auto-oggettificazione sessuale. Prima fra tutti è la vergogna del proprio corpo, che viene costantemente osservato e giudicato da sé stessi e da altri soggetti.
Alcuni studi, tra cui quello condotto da Noll e Fredrickson nel 1998, hanno scoperto che la vergogna per il proprio corpo porta ad una serie di disturbi alimentari.
In pratica, come hanno spiegato anche Moradi e Huang nel 2008, si tratta di un ciclo in cui l'esposizione ad oggettivazione sessuale incentiva l'auto-oggettivazione sessuale, la quale a sua volta richiama tutte le sue possibili conseguenze: disturbi alimentari (citati precedentemente), ansia, depressione, disfunzioni sessuali etc.

### Peggioramento delle prestazioni
Le conseguenze derivanti da un'auto-oggettificazione non compromettono solo quelle attività in cui l'aspetto fisico gioca un ruolo importante, come in un rapporto sessuale, dove l'attrazione fisica è fondamentale e ciascun partner si focalizza sul corpo dell'altra persona.

A tal proposito, sono stati effettuati più esperimenti che mostrano come in uno stato di auto-oggettivazione e di preoccupazione per il proprio aspetto diverse prestazioni di una persona peggiorino drasticamente rispetto a quando si sente a suo agio con il proprio corpo.

Un esempio di esperimento condotto per dimostrare questa teoria è quello effettuato da Fredrickson e Harrison nel 2005: ad un gruppo di ragazze di diversa età venne chiesto di lanciare una palla da baseball. I risultati mostrarono che quelle con più alta auto-oggettivazione non eseguivano i movimenti corretti e tendevano ad effettuare lanci deboli, per evitare il più possibile un'azione espansiva del corpo.

Questo processo ha gli stessi risultati quando si parla di prestazioni cognitive, come svolgere un test di matematica in costume oppure indossando una maglietta davanti ad uno specchio: le persone in costume da bagno saranno più propense ad avere una prestazione peggiore, perché preoccupate del proprio aspetto fisico.

### Deumanizzazione
Un'altra conseguenza è quella di arrivare alla deumanizzazione della persona oggettivata: i soggetti che si auto-oggettificano sono propensi a disumanizzare altre persone sessualmente oggettificate. È stato dimostrato che le donne sono più inclini a rapportarsi in questo modo con altri soggetti femminili, che vengono appunto attaccati e deumanizzati.

### Assunzione di stupefacenti
Il voler raggiungere a tutti i costi un'immagine perfetta e seducente, anche per influenza dei media (video musicali, spot e film), può portare anche all'assunzione di sostanze stupefacenti, e questa conseguenza riguarda principalmente le donne. Esse, essendo molto più oggettivizzate e influenzate dai media in generale, si sentono quasi in obbligo di dover apparire perfette per essere desiderate e guardate dagli uomini e per farlo a volte ricorrono anche all'abuso di stupefacenti.

## Oggettificazione femminile
Le donne vengono maggiormente giudicate rispetto agli uomini, anche perché la società nel corso del tempo ha continuato ad oggettivare sempre di più le figure femminili (nei programmi televisivi, nelle pubblicità e in generale in gran parte del mondo dello spettacolo). Jeroen Vaes, professore del Dipartimento di Psicologia e Scienze cognitive dell'Università di Trento, ha condotto un esperimento per dimostrare questa teoria. All'esperimento hanno partecipato sia uomini che donne e la loro attività cerebrale è stata misurata da un elettroencefalogramma mentre guardavano prima immagini di modelli maschili e femminili posare in intimo e poi degli avatar creati sulla base di questi modelli. Il cervello delle persone coinvolte nell'esperimento ha mostrato meno empatia verso le immagini e gli avatar che rappresentavano figure femminili, riconducendo quelle modelle a impersonificare più un oggetto che una persona.

Riguardo a fatti accaduti, alcuni studiosi (Swim, Cohen, e Hyers nel 1998; Swim, Hyers, Cohen e Ferguson nel 2001) hanno scoperto che negli Stati Uniti il 94% delle studentesse universitarie ha affermato di essere stata vittima, almeno una volta, di commenti sessuali e oggettivanti di cattivo gusto. Questa percentuale supera enormemente quella riferita a commenti sessisti rivolti agli studenti universitari.
Tra i fenomeni di oggettivazione sessuale, oltre a quelli più frequenti (per esempio, i commenti inappropriati), vi sono anche forme più estreme: le vittimizzazioni sessuali (stupro, aggressione sessuale, molestie) che portano conseguenze quali depressione, disturbo da stress post-traumatico etc. In media, infatti, una donna su quattro è stata vittima di stupro o tentato stupro e circa la metà delle studentesse universitarie ha subito una di queste vittimizzazioni sessuali.
Ci sono più motivazioni che spiegano come mai le donne continuano ad oggettivarsi. Secondo il sociologo Pierre Bourdieu, dal momento in cui il sistema di categorie che spiegava la realtà sociale è stato creato da uomini che volevano imporsi come gruppo dominante, le donne hanno accettato la disuguaglianza di genere, pensando che facesse parte della natura delle cose. Un'altra opinione è quella di Jhon Jost, che giustifica la percezione di questa disuguaglianza di genere come naturale e giusta attraverso una motivazione psicologica, che induce quindi le donne ad auto-oggettivarsi per via dell'ordine sociale esistente, considerato giusto ed inevitabile.

## Oggettificazione maschile
È stato dimostrato che l'auto-oggettivazione colpisce molto meno i ragazzi rispetto alle ragazze, ma sono comunque state fatte alcune ricerche sull'oggettivazione sessuale maschile.
Questi esperimenti hanno riportato che anche per gli uomini la preoccupazione per il proprio aspetto fisico è legata principalmente a momenti di intimità sessuale. L'interiorizzazione di certi standard fisici in questo caso però viene causata per esempio dalla visione di riviste di fitness. In questo modo l'uomo è quindi portato a pensare che corpi muscolosi e tonici siano più belli e desiderati di quelli magri. I dati forniti da uno studio di Hallsworth, Wade e Tiggerman nel 2005 mostrano che i culturisti hanno un livello di auto-oggettivazione sessuale maggiore rispetto a quelli che non praticano questa disciplina.
La preoccupazione per il proprio aspetto fisico colpisce molto spesso anche uomini gay e/o bisessuali. In questo caso non si cerca di raggiungere la muscolosità adatta, bensì una magrezza quasi femminile, che riconduca al corpo di una donna. Infatti la vergogna che un uomo gay prova per il proprio corpo è molto simile a quella provata da una donna eterosessuale. In entrambi i casi si parla di auto-oggettivazione sessuale.

## Nella coppia
Nel 2019 il XVI congresso nazionale della sezione di psicologia sociale dell'AIP, tenuto a Roma, è stato dedicato al modo in cui l'oggettificazione sessuale può agire in un contesto di coppia eterosessuale. Dato che sono stati fatti pochi studi di questo tipo, si è voluto verificare se la teoria dell'oggettivazione, secondo cui l'oggettificazione sessuale provoca problemi psicologici alla donna, sia valida anche se inserita in un contesto di coppia e se quindi porti conseguenze negative nella vita dei partner.
L'esperimento consisteva nel somministrare una dose implicita di oggettivazione sessuale agli uomini verso la loro partner e una dose di auto-oggettivazione implicita alle donne. Così facendo le coppie che erano state selezionate per questo esperimento cominciarono a riportare delle conseguenze negative: l'oggettivazione dell'uomo verso la propria compagna aumentava al diminuire dell'autostima della donna, sempre più auto-oggettificata, e ne risentiva anche la coppia, causando una discrepanza tra la vita dei due partner.
A contrastare l'oggettivazione da parte dell'uomo vi era solo l'autostima della donna: più la partner era sicura di sé, più l'uomo smetteva di oggettificarla. In questo caso, quando la donna riusciva a contrastare il partner tramite la propria autostima, la soddisfazione di vita della coppia migliorava e non presentava discrepanze tra le due parti.
Il congresso ha riportato però che non vi è ancora una spiegazione che mostri come l'oggettivazione sessuale possa diminuire il soddisfacimento dei due partner. Quello che però voleva essere dimostrato tramite questo studio è l'importanza centrale che ha l'autostima, mezzo che impedisce all'oggettificazione sessuale di espandersi.

## Contro il fenomeno
Il professore di psicologia John Bargh nel 1996 affermò che per contrastare il fenomeno dell'oggettivazione sessuale era necessario intervenire sui bambini, per far capire quanto i media possano contribuire allo sviluppo di disuguaglianze e stereotipi di genere. Altrettanta importanza va attribuita all'autostima e alle abilità personali, le quali per l'APA (American Psychological Association) sono fattori che permettono ai bambini di stare bene con loro stessi, in modo che nel corso degli anni siano in grado di riconoscere certi tipi di fenomeni simili o legati all'oggettivazione sessuale.
Nel 1954 Gordon Allport affidava il compito di ridurre il sessismo alle istituzioni, le quali hanno il dovere di condannare le discriminazioni di qualsiasi tipo e di promuovere l'uguaglianza di genere, che non solo permette di vivere in una società più egualitaria, ma garantisce anche un migliore stile di vita.
Proprio perché può manifestarsi in modi più o meno evidenti, secondo la spiegazione di Maria Giuseppina Pacilli, questo fenomeno non è sempre facile da identificare e capita spesso che vengano considerati casi di oggettificazione sessuale solo quelli violenti, come gli stupri o le molestie. Ad essere ignorati sono appunto i fenomeni più comuni e che ormai fanno parte della società, risultando normali. Un esempio potrebbero essere i commenti e i giudizi che vengono rivolti a qualsiasi corpo femminile.
Allo stesso modo, proprio perché i fenomeni di oggettivazione sessuale più comuni e meno violenti sono spesso accettati ed ignorati, è facile che alcuni soggetti possano compiere atti di questo tipo in modo involontario, ritenendo la cosa normale e priva di un significato nascosto. Per contrastare futuri atti di questo tipo, basterebbe mettere a conoscenza il soggetto che ciò che ha appena detto o fatto è legato alla sfera dell'oggettivazione sessuale.
Pacilli esprime la stessa idea riportata da Gordon Allport citata precedentemente: anche secondo lei infatti il compito principale dovrebbero essere qquello delle istituzioni e sarebbe necessaria una presa di coscienza di questo fenomeno nella quotidianità, in modo da poterlo contrastare.

## Progetti
Un altro mezzo utilizzato per contrastare il fenomeno dell'oggettificazione sessuale è rappresentato dai progetti culturali, che permettono di sensibilizzare la società sul tema in questione.